# Hermiona z Efezu
Svatá Hermiona z Efezu († okolo 117, Efez) byla křesťanská mučednice a zakladatelka první křesťanské nemocnice v Efezu.

## Život
Narodila se ve městě Caesarea Maritima jako jedna ze čtyř dcer svatého Filipa Evangelisty, jednoho ze sedmi jáhnů popsaných v 6. kapitole Skutků apoštolů ( Sk
    6
```
(
Kral
, 
ČEP
)), kteří byli vybráni aby sloužily komunitě v 
Jeruzalémě
. Její jméno se v 
Novém zákoně
 nevyskytuje ale ona a její sestry jsou popsány jako panny a "obdařené proroctvím" (
 Sk
  
  21
 ,  8 (
Kral
, 
ČEP
)). Svatá Hermiona je zmíněna také v liturgické knize 
Menaion
, používané 
pravoslavnou církví
. Bývá zaměňována s dcerou apoštola 
Filipa
.
```

Podle tradice, okolo roku 100 po studiu medicíny se vydala se svou sestrou Eutychis do Efezu přes Anatolii, aby se setkali se svatým Janem Evangelistou, v naději, že by mu mohli pomoc s jeho evangelizační misií. Zde zjistili, že již zemřel, ale potkali Petronia, učedníka svatého Pavla a začali ho následovat.
Hermiona se stala známou svým léčením a postavila nemocnici v Efezu. Její pověst lékařky a oddané křesťanky brzy upoutala pozornost římského císaře Traiana, který se roku 114 zastavil v Efezu na cestě do války s Peršany a snažil se ji přesvědčit, aby se zřekla Krista. Když odmítla, nařídil, aby ji několik hodin bili do tváře. Tomuto mučení odolala, protože ji utěšilo vidění Pána v podobě Petronia, sedícího na soudném trůnu. Poté co prorokovala císaři, že porazí Peršany, a on viděl její snášení mučení s odvahou a s rozhodnutím víry se nevzdat, rozhodl se ji propustit. Svatá Hermiona mu také předpověděla, že jeho nástupcem bude jeho zeť Hadrianus.
Hadrianus se také pokusil donutit Hermionu, aby se vzdala Krista, tím že ji nechal zbičovat a nohy ji probodl drátem. Hermiona tomuto mučení opět odolala. Hadrianus dále nařídil, aby byla vhozena do kotle plného hořícího dehtu. Hermiona učinila znamení kříže a nezranila se. Poté co vstoupila do kotle, oheň uhasl. Hadrianus se kotle sám dotkl, ale těžce se popálil a upadly mu nehty. Nařídil svým vojákům, aby ji bez milosti mučili. Měli ji bít a probodnout nohy hřeby. Snažili se ji usmažit na obrovské pánvi, byla na ni vhozena nahá, ale oheň pod pánví explodoval a popálil několik přihlížejících. Po těchto zázracích Hermiona předstírala, že chce obětovat modlám, a byla odvedena do pohanského chrámu. Zde se modlila a její modlitba způsobila, že modly byly roztříštěny na kusy. Poté ji nechali stít hlavu. Než zemřela, její dva popravčí Theotimus a Theodulos před ní poklekli a oba byli na místě obráceni ke křesťanství. Uzdravila je a slíbila, že půjdou do nebe, a brzy nato zemřeli.
Hermiona mohla být pohřbena na východních svazích kopce Pion v Efezu s dalšími svatými a křesťanskými osobnostmi jako je Marie Magdalena, Timoteus, její otec Filip, Pavel Thébský, Aristobulus z Británie, Felix a Adauctus či Adauctova dcerou Callisthena. Neexistují však žádné archeologické důkazy, že tito světci zde byli pohřbeni, vše je založeno na tradici.

## Úcta
Svatou je považována pravoslavnou, římskokatolickou, anglikánskou a Episkopální církví Spojených států amerických, která si ji připomíná spolu se svatými Zenaidou and Filonellou dne 14. dubna.
Její svátek je připomínán 4. září (17. září – juliánský kalendář).